# Stryphnodendron duckeanum
Stryphnodendron duckeanum là một loài thực vật có hoa trong họ Đậu. Loài này được Occhioni miêu tả khoa học đầu tiên.